# Automobil Revue
Automobil Revue es un centenario semanario del automóvil editado en Berna, Suiza, tanto en alemán como en francés (Revue Automobile). Es considerado el más influyente del ramo por su imparcialidad en el juicio de sus tests ya que no depende de la publicidad, porque el país no es productor de automotores.
- Datos: Q787478